# Mundakjaya
Mundakjaya is een bestuurslaag in het regentschap Indramayu van de provincie West-Java, Indonesië. Mundakjaya telt 3831 inwoners (volkstelling 2010).